# The Inner Light
〈The Inner Light〉는 영국의 록 밴드 비틀즈의 곡으로 조지 해리슨이 작곡했다. 1968년 3월 비음반 싱글로 〈Lady Madonna〉의 B-사이드로 발매되었다. 이 곡은 비틀즈 싱글로 발매된 첫 해리슨 작곡으로 싱글 발매 당시 마하리시 마헤쉬 요기 휘하에서 인도에서 유학 중이던 밴드 "초월명상"의 포옹이 반영된 곡이다. 〈Love You To〉, 〈Within You Without You〉에 이어 해리슨의 비틀즈 시대의 세 곡 중 마지막 곡으로 인도 고전적 영향력을 과시하며 인도 작품으로 각색되고 있다.